# Docodonta
Docodonta es un orden de ancestros de los mamíferos actuales que vivieron desde mediados hasta finales del Mesozoico. Sus rasgos físicos distintivos estaban constituidos por un juego de molares sofisticados, carácter que le da el nombre al grupo. Se han encontrado fragmentos fósiles en las antiguas Laurasia (actualmente Norteamérica, Europa, y Asia), y  Gondwana (hoy en día India y el Hemisferio Sur).
Los docodontos se han considerado un grupo de mamaliaformes justo en el umbral de los mamíferos, pero también se han considerado como mamíferos basales situados en la subclase parafilética Allotheria.
Se piensa que los docodontos eran principalmente herbívoros o insectívoros, sin embargo la dentadura de Castorocauda hacía pensar que se alimentaba de peces.

## Taxonomía
Orden Docodonta
- Castorocauda (Ji et al., 2006)
- Itatodon (Lopatin & Averianov, 2005)
- Tashkumyrodon (Martin & Averianov 2004)
- Familia Docodontidae
  - Borealestes
  - Cyrtlatherium
  - Docodon
  - Gondtherium
  - Haldanodon
  - Peraiocynodon
- Familia Megazostrodontidae
  - Brachyzostrodon
  - Dinnetherium
  - Indotherium
  - Megazostrodon
  - Wareolestes
- Familia Reigitheriidae
  - Reigitherium
- Familia Simpsonodontidae
  - Dsungarodon
  - Simpsonodon
- Familia Tegotheriidae
  - Hutegotherium
  - Krusatodon
  - Tegotherium
  - Sibirotherium